# Sofija Rusova
Sofija Fedorivna Rusova (Ukrajina, 18. veljače 1856. – Prag, 5. veljače 1940.), ukrajinska pedagoginja, društvena i prosvjetna aktivistica, spisateljica, povjesničarka umjetnosti, antropologinja, književna kritičarka i utemeljiteljica ženskog pokreta u Ukrajini.
Rođena je kao peto dijete u obitelji Fjodora Lindforsa, švedskog vojnika u Carskoj ruskoj vojsci i Anne, kćerke generala Aleksandra Karloviča Šerve. Obitelj se 1865. seli u Kijev, gdje maturira pri djevojačkoj gimnaziji. Dolaskom boljševika na vlast odlazi u Čehoslovačku.
Umrla je u Pragu početkom Drugog svjetskog rata, gdje je i pokopana na groblju Olšanské.
Ministarstvo obrazovanja i znanosti Ukrajine ustanovilo je 2005. odlikovanje s njezinim imenom za postignuća u pedagogiji, obrazovanju i prosvjetnoj djelatnosti. Ukrajinska narodna banka izdala je povodom 160. godišnjice njezina rođenja dva zlatnika ukrajinske grivnje s njezinim likom.